# Petalopoma
Petalopoma là một chi ốc biển, là động vật thân mềm chân bụng sống ở biển trong họ Siliquariidae.

## Các loài
Các loài trong chi Petalopoma gồm có:
- Petalopoma elisabettae Schiaparelli, 2002[2]